# Бомбалай (гора)
Гора Бомбалай (малай. Gunung Bombalai   ) —  гора (вулканічний конус) висотою 531 м в районі Тавау, Сабах, Малайзія.
Гора є частиною вулканічного поля Тавау, яке є помітною особливістю півострова Семпорна на північному сході Борнео та західній долині в його середній частині. Низький вулканічний конус знаходиться на північ від острова Себатік і має кратер шириною приблизно 300 м. Два молоді лаві потоки простягаються майже до прибережної рівнини. Потоки вважаються молодшими за  27 тис. р. та екструзія базальтових лав, можливо, тривала в епоху голоцену. Повідомляється про наявність геотермальної активності в навколишніх горах.

## Дивіться також
- Список вулканів Малайзії